# Протасов Василь Семенович
Василь Семенович Протасов  — радянський діяч, народний комісар (міністр) автомобільного транспорту Української РСР.

## Біографія
Працював на керівних посадах в системі автомобільного транспорту СРСР. Член ВКП(б).
У жовтні 1943 — 20 березня 1944 року — заступник народного комісара автомобільного транспорту Української РСР.
20 березня 1944 — березень 1947 року — народний комісар (з 1946 року міністр) автомобільного транспорту Української РСР. Знятий з посади, «як такий, що не справляється із роботою».
Подальша доля невідома. Співавтор книги «Економіка річкового транспорту» (Москва, 1961).

## Нагороди
- орден «Знак Пошани» (6.09.1943)
- медалі